# Saint-Viance
Saint-Viance – miejscowość i gmina we Francji, w regionie Nowa Akwitania, w departamencie Corrèze.
Według danych na rok 1990 gminę zamieszkiwało 1407 osób, a gęstość zaludnienia wynosiła 87 osób/km² (wśród 747 gmin Limousin Saint-Viance plasuje się na 78. miejscu pod względem liczby ludności, natomiast pod względem powierzchni na miejscu 415.).